# Кроазиј (Па де Кале)
Кроазиј (фр. Croisilles) насеље је и општина у североисточној Француској у региону Север-Па д Кале, у департману Па де Кале која припада префектури Арас.
По подацима из 2011. године у општини је живело 1457 становника, а густина насељености је износила 125,82 становника/km². Општина се простире на површини од 11,58 km². Налази се на средњој надморској висини од 79 метара (максималној 114 m, а минималној 64 m).

## Демографија
| 1962. | 1968. | 1975. | 1982. | 1990. | 1999. | 2006. | 2011. |
| ----- | ----- | ----- | ----- | ----- | ----- | ----- | ----- |
| 700   | 711   | 825   | 1.062 | 1.180 | 1.165 | 1.400 | 1.457 |

График промене броја становника у току последњих година